# Paio Gonçalves de Meira
Paio Gonçalves de Meira, ou simplesmente Paio de Meira, foi um prelado português.

## Biografia
Filho de Gonçalo Pais de Meira e de sua mulher Leonor Martins Leitão.
Foi 14.º Bispo de Algarve em Silves em 1384.